# Митний платіж
Митний платіж — це різновид обов'язкових платежів, що справляються під час переміщення або у зв'язку з переміщенням товарів через митний кордон України та контроль за справлянням яких покладено на митні органи. Податковий кодекс України визначає митні платежі як податки, що відповідно до Податкового Кодексу України або митного законодавства справляються під час переміщення або у зв'язку з переміщенням товарів через митний кордон України та контроль за справлянням яких покладено на митні органи. Митний кодекс України визначає митні платежі через перерахування його видів — а) мито; б) акцизний податок із ввезених на митну територію України підакцизних товарів (продукції); в) податок на додану вартість із ввезених на митну територію України товарів (продукції).

## Обов'язок із сплати митних платежів

### Момент виникнення обов'язку із сплати митних платежів
Момент виникнення обов'язку із сплати митних платежів залежить від характеру дій, які здійснюються щодо товару. Стаття 289 Митного кодексу України визначає наступний перелік таких моментів:
1) у разі ввезення товарів на митну територію України — з моменту фактичного ввезення цих товарів на митну територію України;
2) при незаконному переміщенні товарів, що перебувають на території вільної митної зони або на митному складі, — з моменту такого переміщення товарів;
3) у разі вивезення товарів з митної території України:
а) при оформленні товарів відповідно до митного режиму експорту — з моменту прийняття митним органом митної декларації;
б) при вивезенні товарів за межі митної території України без оформлення митної декларації та при незаконному вивезенні товарів за межі митної території України — з моменту фактичного вивезення товарів за межі митної території України;
в) при невиконанні умов, установлених щодо товарів, які вивозилися за межі митної території України із звільненням від оподаткування вивізним митом, — з моменту, коли ці товари прибули до іншого місця призначення, ніж те, у зв'язку з яким надавалося таке звільнення;
4) після завершення митного оформлення товарів та їх випуску, якщо внаслідок перевірки митної декларації чи за результатами документальної перевірки митний орган самостійно визначає платнику податків додаткові податкові зобов'язання;
5) в інших випадках, встановлених Податковим кодексом України.

### Припинення обов'язку із сплати митних платежів
Стаття 290 Митного кодексу України визначає, що обов'язок із сплати митних платежів припиняється:
1) при виконанні обов'язку із сплати митних платежів;
2) якщо товари до їх випуску виявилися знищеними або безповоротно втраченими внаслідок аварії або дії обставин непереборної сили за нормальних умов транспортування, зберігання або використання (експлуатації) та за відсутності порушень вимог та умов, установлених цим Кодексом, а також внаслідок природних втрат, які підтверджуються відповідними актами;
3) якщо товари знищуються або передаються у власність держави відповідно до цього Кодексу;
4) якщо товари конфіскуються відповідно до Митного Кодексу.
5) щодо товарів, випущених у вільний обіг на митній території України або вивезених з цієї території без сплати митних платежів, обов'язок з їх сплати припиняється також у випадках, передбачених цим Кодексом, Податковим кодексом України та іншими законами України.

#### Момент виконання обов'язку із сплати митних платежів
Митний кодекс України визначає різні моменти, коли митні платежі вважаються сплаченими:
1) у разі здійснення особою, відповідальною за сплату митних платежів, розпорядження про використання коштів авансових платежів:
а) при здійсненні митного оформлення товарів — з моменту закінчення митного оформлення;
б) якщо сплата не пов'язана із здійсненням митного оформлення товарів, — з моменту списання коштів з авансового рахунку при перерахуванні їх до державного бюджету;
2) у разі сплати коштів безпосередньо до державного бюджету у випадках, визначених законодавством України, — з моменту:
а) списання коштів з рахунку платника податків у банку;
б) внесення готівкових коштів у касу банку;
3) з моменту сплати банком, іншою організацією відповідно до наданої гарантії (забезпечення сплати митних платежів) коштів до державного бюджету в рахунок сплати митних платежів;
4) з моменту списання коштів, що перебували у грошовій заставі, з відповідного рахунку митниці при перерахуванні цих коштів до державного бюджету в рахунок сплати митних платежів;
5) з моменту настання інших обставин, визначених Податковим кодексом України.

### Випадки, коли митні платежі не сплачуються
Митні платежі не сплачуються наступних випадках:
1) товари не є об'єктом оподаткування митними платежами;
2) щодо товарів надано звільнення або повне умовне звільнення від сплати митних платежів — у період дії такого звільнення і при дотриманні умов, у зв'язку з якими його надано;
3) при ввезенні товарів на митну територію України або вивезенні товарів з митної території України товари були поміщені у митний режим, який відповідно до положень цього Кодексу не передбачає сплату митних платежів, — на період дії цього режиму та при виконанні умов, що випливають з такого режиму;
4) коли загальна фактурна вартість товарів, що ввозяться на митну територію України або вивозяться за межі митної території України громадянами, не перевищує обсягів, які не є об'єктом оподаткування митними платежами відповідно до розділу XII Митного Кодексу України.

### Особи, на яких покладається обов'язок із сплати митних платежів
Митний кодекс визначає наступних осіб, на яких покладається обов'язок із сплати митних платежів:
1) декларант — особа, на яку покладається обов'язок із сплати митних платежів;
2) особа, уповноважена на сплату митних платежів декларантом, якщо декларування товарів здійснюється уповноваженою особою;
3) платник податків, якщо особою, на яку покладається обов'язок із сплати донарахованих митних платежів — податкового зобов'язання, визначеного за результатами документальної перевірки;
4) особа, яка незаконно ввезла (вивезла) товари, а також особи, які брали участь у незаконному ввезенні (вивезенні) товарів, якщо вони знали або повинні були знати про незаконність такого ввезення (вивезення);
5) особа, яка придбала у власність або у володіння незаконно ввезені товари, якщо в момент придбання вона знала або повинна була знати про незаконність ввезення, що належним чином доведено в порядку, встановленому законодавством України;
6) особа, яка незаконно вилучила товари, що тимчасово зберігаються під митним контролем;
7) особа, яка брала участь у незаконному вилученні товарів, що тимчасово зберігаються під митним контролем, зберігала та придбали такі товари;
8) особа, яка відповідає за забезпечення схоронності товарів, що тимчасово зберігаються під митним контролем;
9) особа, відповідальна за дотримання митного режиму — у разі недотримання положень Митного Кодексу України щодо користування та розпорядження товарами або виконання інших вимог і умов, установлених Митним Кодексом України для застосування митних режимів, що передбачають умовне повне або часткове звільнення від сплати митних платежів;
10) особа, на яку не виконала зобов'язань щодо використання чи споживання товарів, що випливають з умов цільового використання, за яких надається податкова пільга при випуску товарів для вільного обігу;
11) у разі заявлення товарів, транспортних засобів комерційного призначення до митного режиму транзиту — особа, яка надала зобов'язання щодо доставки цих товарів, транспортних засобів до митного органу призначення;
12) гарант — у разі невиконання особою, відповідальною за сплату митних платежів, обов'язку із сплати митних платежів, якщо сплата митних платежів забезпечена гарантом.

### Об'єкти оподаткування митними платежами
Об’єктом  оподаткування митними платежами є товари, транспортні засоби, що переміщується через митний кордон за відповідними зовнішньоекономічними операціями.

## Нарахування митних платежів
Митні платежі нараховуються особою, на яку покладено обов'язок із сплати митних платежів, самостійно, крім випадків, якщо такий обов'язок щодо нарахування митних платежів відповідно до законів України покладається на митні органи. Відповідне нарахування сум митних платежів здійснюється у валюті України. У разі якщо для цілей обчислення митних платежів, у тому числі визначення митної вартості товарів, необхідно зробити перерахування іноземної валюти, застосовується курс валюти України до іноземної валюти, встановлений Національним банком України на день нарахування митних платежів. Для цілей нарахування митних платежів застосовуються ставки, що діють на день подання митному органу митної декларації на товари, а в разі якщо митне оформлення здійснюється без подання митної декларації, — на день його здійснення. У разі незаконного ввезення товарів на митну територію України або вивезення їх з цієї території суми належних до сплати митних платежів нараховуються за ставками, встановленими на день переміщення цих товарів через митний кордон України, а якщо такий день встановити неможливо, — на день виявлення факту такого ввезення (вивезення).

## Строки сплати (виконання обов'язку зі сплати) митних платежів
Митний кодекс визначає наступні строки:
1) у разі ввезення товарів на митну територію України суми митних платежів, нараховані митним органом, підлягають сплаті до Державного бюджету України платником податків до або на день подання митному органу митної декларації для митного оформлення;
2) у разі розміщення товарів на тимчасове зберігання митні платежі мають бути сплачені не пізніше дня закінчення строку тимчасового зберігання. Якщо до закінчення строку тимчасового зберігання ці товари поміщуються у митний режим, який передбачає сплату митних платежів, митні платежі мають бути сплачені не пізніше випуску товарів відповідно до цього режиму.
3) у разі вивезення товарів з митної території України вивізне мито має бути сплачене не пізніше дня прийняття митним органом митної декларації для митного оформлення, якщо інше не встановлено цим Кодексом.
4) У разі зміни митного режиму митні платежі мають бути сплачені не пізніше дня випуску товарів у наступному митному режимі.
5) інші випадки передбачені законодавством України.